# Herila herilus
Herila herilus is een vlinder uit de familie van de dikkopjes (Hesperiidae). De soort is voor het eerst wetenschappelijk beschreven als Pamphila herilus door Carl Heinrich Hopffer in een publicatie uit 1855.
De soort komt voor in de laaglandbossen van Kenia (kust), Tanzania (zuiden en oosten), Zambia, Malawi, Mozambique en Zimbabwe.